# کته‌پشت علیا
کته‌پشت علیا ، روستایی است از توابع بخش مرکزی شهرستان آمل در استان مازندران ایران.

## جمعیت
این روستا در دهستان دشت‌سر سفلی قرار داشته و براساس آخرین سرشماری مرکز آمار ایران که در سال ۱۳۸۵ صورت گرفته، جمعیت آن ۵۸۵ نفر (۱۴۶خانوار) بوده‌است.